# Christian Jouanin
Christian Jouanin est un ornithologue français du Muséum national d'histoire naturelle, né le 10 juillet 1925 et mort le 8 novembre 2014,, spécialiste des pétrels et ancien vice-président de 1970 à 1975 de l'Union internationale pour la conservation de la nature.
Auteur de nombreuses contributions à l'ornithologie, il est resté jusque dans les années 2010 actif à la Société nationale de protection de la nature en tant que directeur de sa publication Le Courrier de la Nature.
Il est enterré au cimetière du Père-Lachaise (68e division).

## Espèce décrite
- Pétrel de Jouanin (Bulweria fallax Jouanin, 1955)

## Ouvrage
- Jouanin C. (1951) Catalogue systématique des types de Trochilidés du Muséum d'histoire naturelle de Paris.